# 영화 감독 목록
영화 감독 목록은 세계의 영화 감독 목록이다.

## 뉴질랜드 감독
- 피터 잭슨

## 덴마크 감독
- 라스 폰 트리에
- 칼 테오도르 드레이어

## 독일 감독
- 레니 리펜슈탈
- 롤란트 에머리히
- 베르너 헤르초크
- 빔 벤더스
- 우베 볼
- 프리츠 랑

## 러시아 감독
- 세르게이 예이젠시테인
- 알렉산드르 소쿠로프
- 지가 베르토프

## 멕시코 감독
- 기예르모 델 토로
- 알폰소 쿠아론
- 알레한드로 곤잘레스 이냐리투

## 미국 감독
- 거스 밴 샌트
- 대런 애러노프스키
- 덩컨 존스
- 데이비드 린치
- 데이비드 핀처
- 도널드 페트리
- 로버트 로드리게스
- 로버트 올트먼
- 로버트 저메키스
- 로버트 클루즈
- 로저 코먼
- 롭 좀비
- 리처드 플라이셔
- 리처드 링클레이터
- 마이클 맨
- 마이클 무어
- 마이클 베이
- 마틴 스코세이지
- 버스터 키턴
- 벤 스틸러
- 벤 애플렉
- 브라이언 드 팔마
- 브라이언 싱어
- 브라이언 유즈나
- 빅터 플레밍
- 빌리 와일더
- 샘 레이미
- 샘 맨디스
- 샘 페킨파
- 스탠리 큐브릭
- 스티븐 소더버그
- 스티븐 스필버그
- 스티브 오드커크
- 스튜어트 고든
- 시드니 루멧
- 시드니 폴락
- 앨런 파커
- 에드 우드
- 오슨 웰스
- 올리버 스톤
- 우디 앨런
- 워쇼스키 자매
- 웨스 앤더슨
- 웨스 크레이븐
- 윌리엄 프리드킨
- 일라이 로스
- 잭 스나이더
- 저드 애퍼토
- 제임스 카메론
- 조엘 슈마허
- 조지 루커스
- 조지 클루니
- 존 카펜터
- 존 패브로
- 존 포드
- 존 프랭컨하이머
- 존 휴스턴
- 짐 헨슨
- 찰리 채플린
- 캐머런 크로
- 캐스린 비글로
- 케빈 스미스
- 코언 형제
- 쿠엔틴 타란티노
- 크리스 샌더스
- 클라이브 바커
- 클린트 이스트우드
- 타일러 페리
- 테리 길리엄
- 팀 버튼
- 폴 토머스 앤더슨
- 프랜시스 포드 코폴라
- 프랭크 오즈
- 해럴드 로이드
- M. 나이트 샤말란

## 스웨덴 감독
- 잉마르 베리만

## 스페인 감독
- 루이스 브뉘엘
- 페드로 알모도바르
- 훌리오 메뎀
- 자움 콜렛 세라(자우메 코예트세라)

## 오스트레일리아 감독
- 멜 깁슨

## 영국 감독
- 대니 보일
- 데이브 매킨
- 데이비드 린
- 리들리 스콧
- 사이먼 페그
- 앨프리드 히치콕
- 에드거 라이트
- 켄 러셀
- 토니 스콧
- 폴 그린그래스
- 피터 예이츠
- 피터 그리너웨이
- 크리스토퍼 놀런
- 찰리 채플린

## 이탈리아 감독
- 다리오 아르젠토
- 람베르토 바바
- 로베르토 로셀리니
- 루키노 비스콘티
- 마리오 바바
- 미켈란젤로 안토니오니
- 미켈레 소아비
- 베르나르도 베르톨루치
- 비토리오 데 시카
- 세르조 레오네
- 세르조 코르부치
- 안드레이 타르콥스키(러시아 태생)
- 주세페 토르나토레
- 페데리코 펠리니

## 인도 감독
- 사티야지트 레이

## 일본 감독
- 가와세 나오미
- 고바야시 마사키
- 고레에다 히로카즈
- 구로사와 기요시
- 구로사와 아키라
- 기타노 다케시
- 기타무라 류헤이
- 나루세 미키오
- 나카시마 데쓰야
- 미야자키 하야오
- 미이케 다카시
- 미조구치 겐지
- 스즈키 세이준
- 야마다 요지
- 오시이 마모루
- 오시마 나기사
- 오즈 야스지로
- 이와이 슌지
- 사이 요이치
- 쓰카모토 신야
- 하마구치 류스케
- 후카사쿠 긴지

## 중국 감독
- 나유
- 두기봉
- 리안(대만 감독)
- 쉬커
- 성룡
- 오우삼
- 왕자웨이
- 장이머우
- 장철
- 저우싱츠
- 호금전
- 황지강

## 캐나다 감독
- 데이비드 크로넌버그
- 제임스 캐머런
- 드니 빌뇌브

## 타이 감독
- 아피찻뽕 위라세타쿤

## 폴란드 감독
- 로만 폴란스키
- 아그니에슈카 홀란트
- 크시슈토프 키에실로프스키

## 프랑스 감독
- 레오 카락스
- 뤼크 베송
- 소피 마르소
- 알레한드로 조도로프스키 (칠레, 프랑스 이중국적)
- 장뤼크 고다르
- 장 자크 베넥스
- 장 클로드 다그
- 장 피에르 멜빌
- 조르주 멜리에스
- 프랑수아 트뤼포

## 같이 보기
- 영화 감독
- 영화 배우
- 한국의 영화 감독 목록